# Peter Adolf Hall

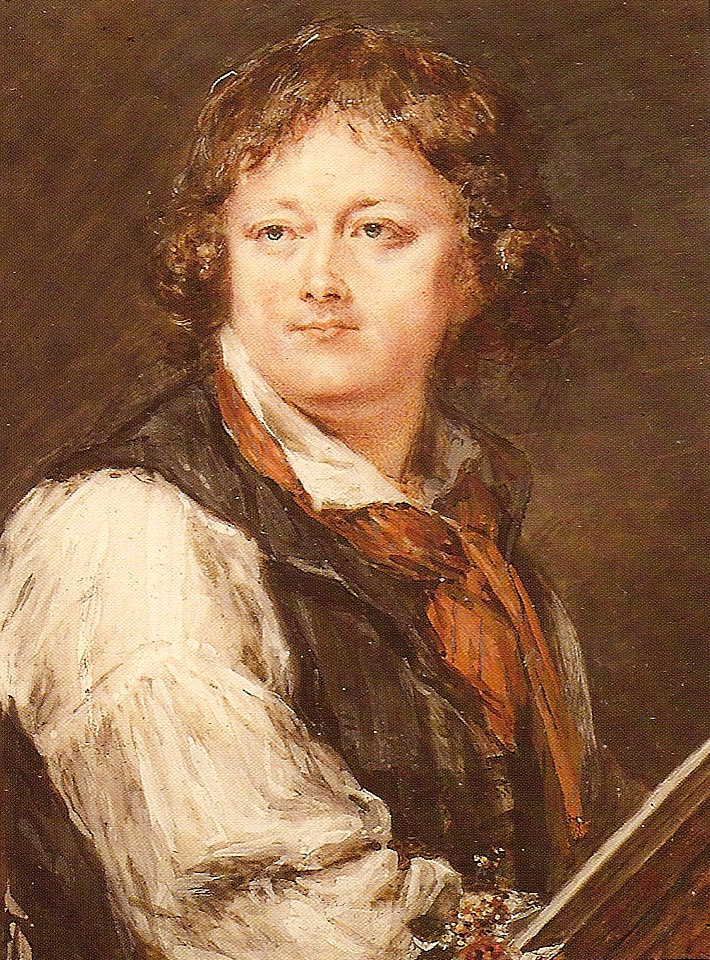
Autoportret, Nationalmuseum

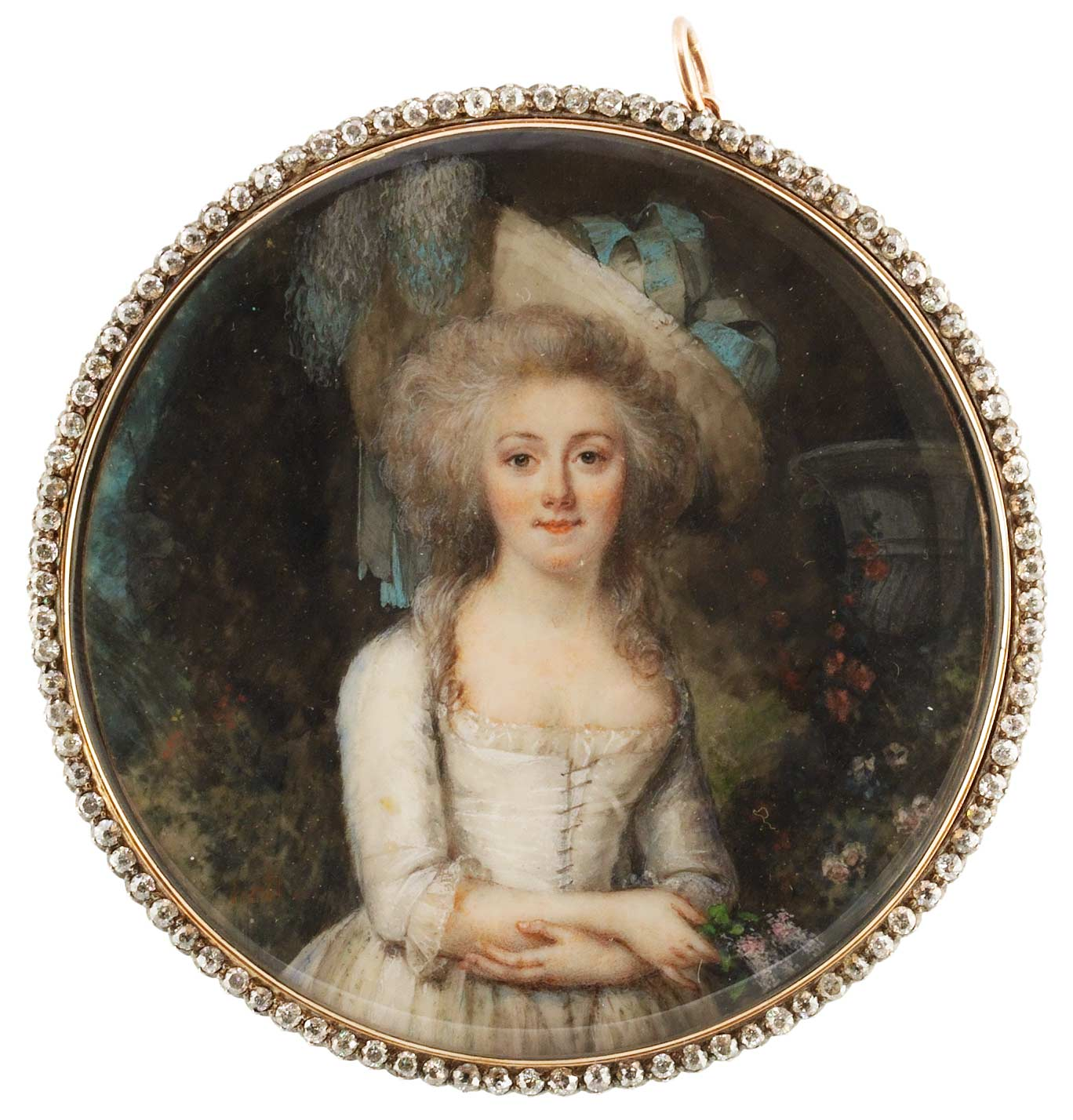
Kobieta w białej sukni, gwasz, średnica 7,5 cm

Peter Adolf Hall znany też jako Pierre Adolphe Hall (ur. 23 lutego 1739 w Borås, zm. 15 maja 1793 w Liège) – szwedzki malarz miniaturzysta.
Początkowo studiował medycynę i historię naturalną w Uppsala jednak po kilku latach zdecydował zająć się sztuką. Uczył się posługiwać pastelami u Gustafa Lundberga w Sztokholmie i studiował malarstwo miniaturowe w Hamburgu. W 1766 wyjechał do Paryża, gdzie szybko zdobył popularność jako malarz miniaturowych portretów. Jego klientami byli arystokraci i rodzina króla Ludwika XVI. W 1769 został członkiem Akademii. Po rewolucji francuskiej stracił klientów i wyjechał do Liège, gdzie przebywał do śmierci.
Prace artysty odznaczają się niezwykłą kolorystyką, w której obecnie dostrzega się podobieństwa do efektów uzyskiwanych później przez impresjonistów. Hall malował na szkliwie i kości słoniowej, biegle posługiwał się gwaszem, i stosował szerokie pociągnięcia pędzla, bardzo nietypowe w przypadku miniatur. Jego twórczość zapoczątkowała złoty okres malarstwa miniaturowego, który trwał do lat 40. XIX wieku, do czasu upowszechnienia dagerotypii.
Reprezentatywne zbiory prac Halla posiada Nationalmuseum w Sztokholmie i Wallace Collection w Londynie.